# Залесье (Свердловская область)
Залесье — посёлок в городском округе Верхняя Пышма Свердловской области. Управляется Балтымским сельским советом. Площадь поселка 21,750 кв.км.

## География
Посёлок Залесье расположен на правом берегу реки Балтым, в 4 километрах на восток от города Верхней Пышмы.

## История
В 1966 году Указом Президиума Верховного Совета РСФСР посёлок строительного сектора переименован в Залесье.

## Население
| 2002 | 2010 |
| ---- | ---- |
| 1    | ↗187 |

По данным переписи 2010 года, в Залесье проживали 96 мужчин и 91 женщина.

## Инфраструктура
Посёлок включает 24 улицы: Весенняя, Восточная, Главная, Дальняя, Дачная, Залесная, Западная, Заречная левая, Заречная правая, Зелёная, Луговая, Набережная, Новая, Полевая, Рябиновая, Садовая, Северная, Совхозная, Солнечная, Строителей, Уютная, Южная, Ягодная, Ясная; два переулка: Встречный-1 и Встречный-2; один проезд —Индустриальный.